# Aleksandr Dorżu
Aleksandr Chiertiekowicz Dorżu (ros. Александр Хертекович Доржу; ur. 26 grudnia 1958) – radziecki zapaśnik startujący w stylu wolnym.
Wicemistrz świata w 1983. Mistrz Europy w 1986. Drugi w Pucharze Świata w 1984 roku.
Mistrz ZSRR w 1983; trzeci w 1984 roku.